# Eduardo Bonvallet
Eduardo Bonvallet, född 13 januari 1955 i Santiago, död 18 september 2015 i samma stad, var en chilensk fotbollsspelare som även fungerade som manager för Deportes Temuco.
Efter att han avslutade karriären började han arbeta som expertkommentator på TV och radio bland annat. Han var en mycket kontroversiell person som inte tvekade att säga det han tänker och har fick flera fiender inom den chilenska fotbollen. Samtidigt har han en stor skara fans. Han sa exempelvis att spelarna i landslaget kämpar för lite, är överbetalda och dåligt disciplinerade.
Han blev även omskriven i media genom sitt speciella sätt att uttrycka sig. Under fotbolls-VM 2002 var han expert för den chilenska kanalen Canal13. När de afrikanska lagen hade blivit utslagna i kvartsfinalen sa Bonvallet att "det är typiskt de afrikanska lagen. Så fort de ser en lång och blond tysk blir de rädda". Han tilltalade svarta som "los chocolates", på svenska ungefär "chokladerna" och avslutade med att säga "los chocolates kommer aldrig att vinna VM. Inte så länge jag lever".
Under sin tid som tränare för Deportes Temuco var en av hans favoritspelare kameruanen Luc Bessalla. Båda var inblandade i ett bråk då Bonvallet ansåg att Bessalla brast i disciplinen. Fansen försökte få honom att ta tillbaka kameruanen som var en viktig spelare i Temuco. Även om resultaten blev långt ifrån bra drog laget rekordpublik tack vare Bonvallet. Att Temuco inte gick upp sågs som ett bevis på att Bonvallet hade för lite erfarenhet för att kunna leda ett lag i den högsta ligan. Tidigare tränade universitetslag.